# Burswood
Burswood est une banlieue de Perth en Australie-Occidentale, en Australie.
Elle est située à l’est de Perth, dans la Ville de Victoria Park.